# Canyon Diablo (Schlucht)

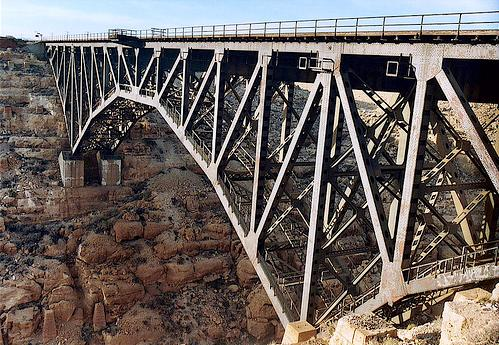
Die Brücke der BNSF Railway über den Canyon

Der Canyon Diablo (deutsch: „Teufelsschlucht“) ist ein Canyon in Arizona, USA. Die Schlucht wurde von einem Zufluss des Little Colorado River in den relativ weichen Sandstein des Colorado-Plateaus gegraben, weshalb er besonders steile Flanken aufweist. Sein Ursprung liegt im Coconino National Forest in den Sawmill Springs und dem Sawmill Wash auf der Nordflanke des Mogollon Rim, am südlichen Rand des Colorado-Plateaus, von wo er in nordöstlicher Richtung verläuft. Die geringe Wasserführung der Quellen versickert und verdunstet schnell, wenn der Lauf das Wüstenklima des offenen Plateaus erreicht. Der Canyon führt deshalb heute nur sporadisch Wasser. Er mündet bei Leupp in der Navajo Nation Reservation in den Little Colorado River.
Der tiefste und steilste Abschnitt wird vom Interstate Highway 40 zwischen Winona und Winslow, 50 km östlich von Flagstaff überquert. Die erste Highway-Brücke aus dem Jahr 1930 auf der damals die Route 66 über den Canyon führte, ist ins National Register of Historic Places eingetragen.
Etwas weiter nördlich verläuft eine Bahnlinie der BNSF Railway auf einem Stahlviadukt über die Schlucht. Diese Stelle ist ein beliebter Aussichtspunkt bei Urlaubern und Eisenbahnfreunden.
Nach dem Canyon ist die Siedlung Canyon Diablo an der Eisenbahnbrücke benannt, sie entstand 1882 als kurzlebige Siedlung im Zuge des Eisenbahnbaus, erreichte annähernd 2000 Einwohner und wurde bereits nach wenigen Monaten weitgehend zur Geisterstadt. Der Barringer-Krater liegt südlich des Interstate 40 unmittelbar östlich des Canyons. Der ihn verursachende Meteorit trägt den offiziellen Namen Canyon Diablo Meteorit.